# Vysoký kámen (Orlické hory)
Vysoký kámen (německy Hohestein či Hoherstein) je vrchol v České republice ležící v pohoří Orlické hory, v podřazeném celku Bukovohorská hornatina a na území přírodního parku Suchý vrch – Buková hora.

## Název
Vrchol se v minulosti na státních mapách nazýval i Vysoký, tento název byl použit například na posledním vydání základní mapy z roku 2020. Název Vysoký kámen se ve vydáních státní mapy 1 : 5 000 používal do roku 1997.

## Poloha a výška
Vysoký kámen se nachází v jihovýchodním cípu Orlických hor zvaném Bukovohorská hornatina asi 4 km na severozápad od jejího nejvyššího vrcholu Suchého vrchu, 6,5 km západně od města Králíky a 6,5 km severovýchodně od města Jablonné nad Orlicí. Jedná se o nejsevernější z dominantních vrcholů hornatiny.
V mapách se uvádí nejčastěji nadmořská výška 843 m. Trigonometrický bod 12.1 umístěný na skále ale dosahuje nadmořské výšky 848 m.

## Vodstvo

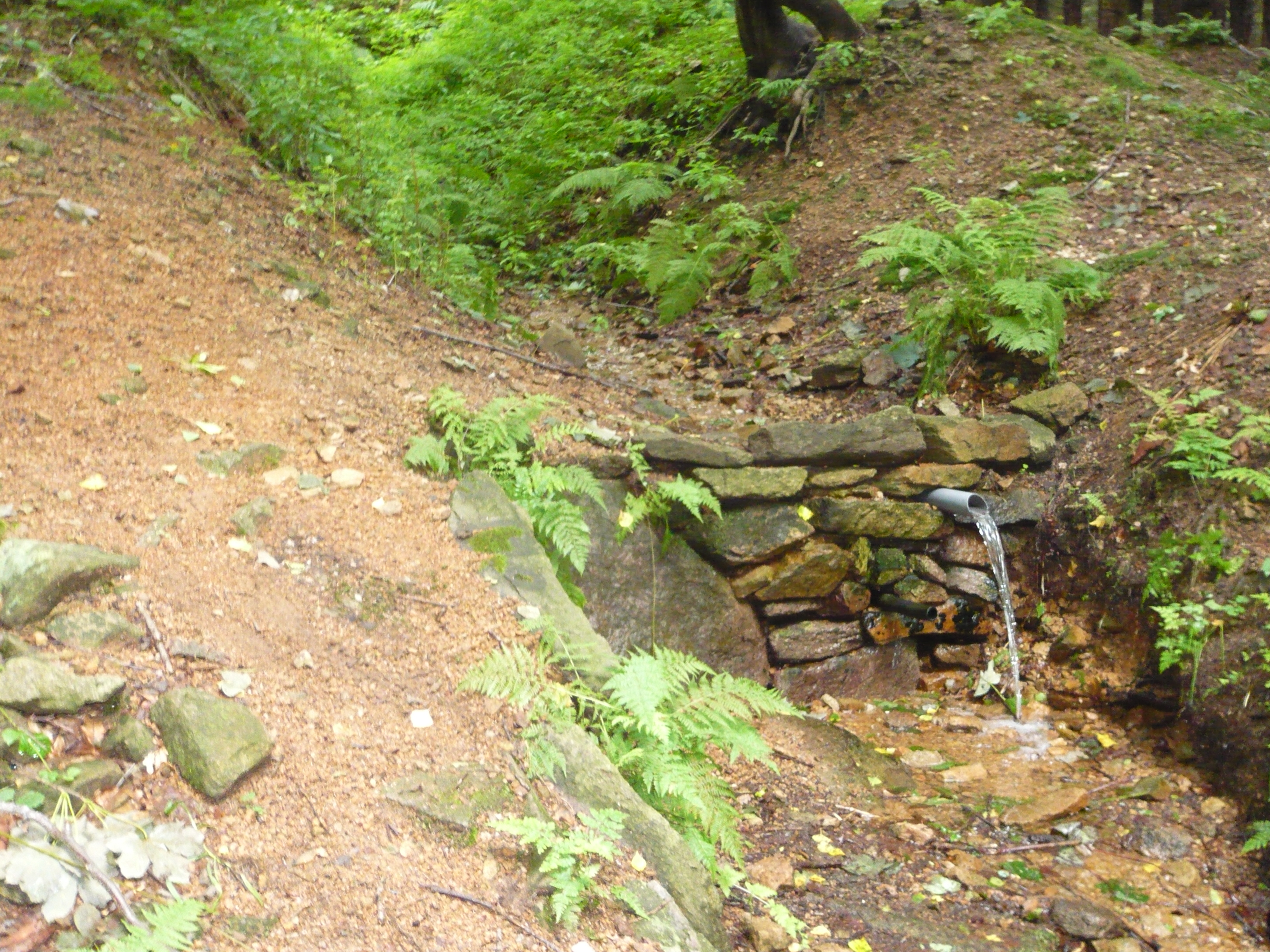
Radioaktivní pramen

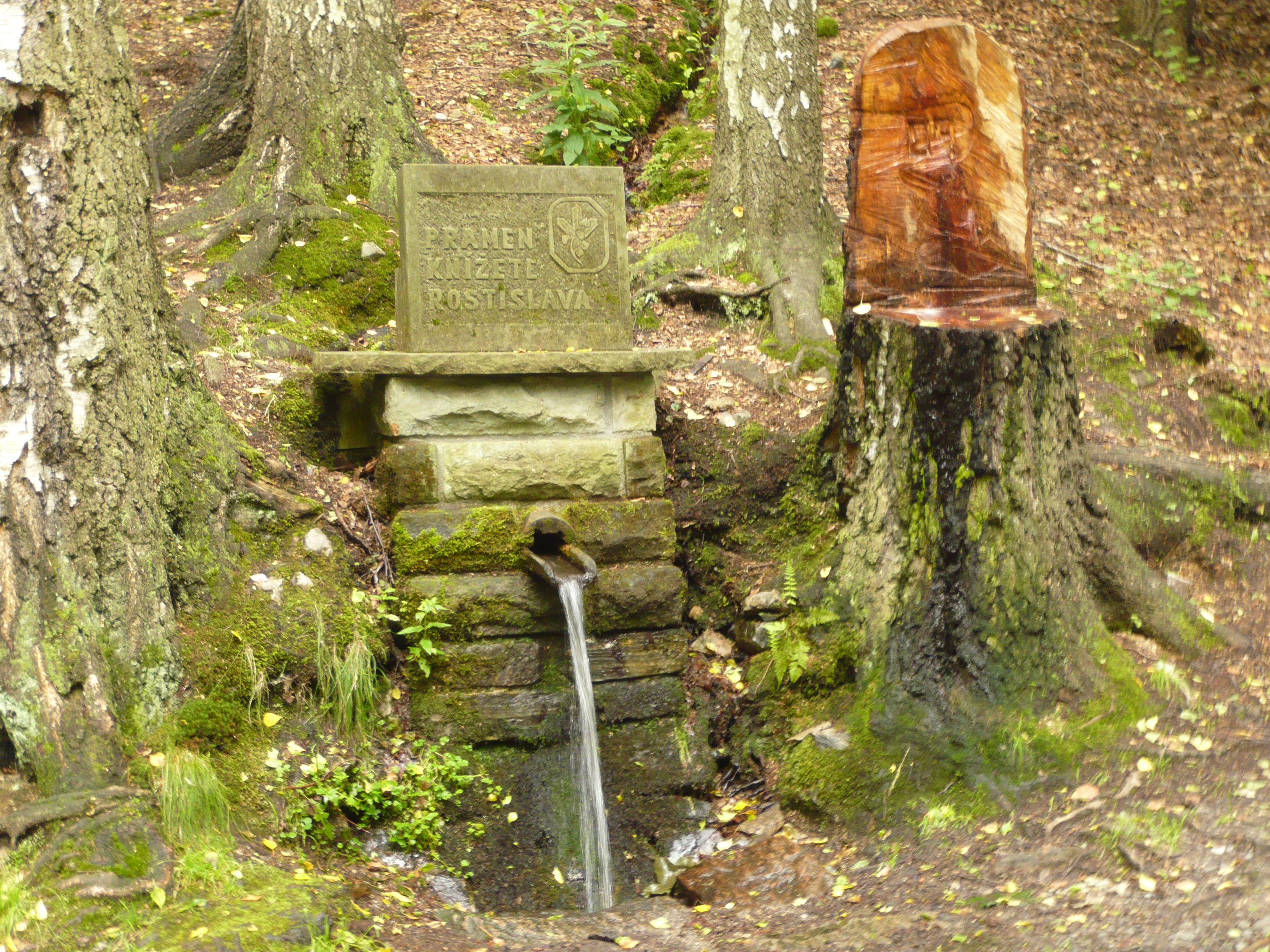
Výtok u cesty

Vysoký kámen je odvodňován nevýznamnými levými přítoky Tiché Orlice, která hřeben, jehož je Vysoký kámen součástí, obtéká. V severozápadním svahu hory se asi 1,5 km od Mladkova nachází radioaktivní pramen knížete Rostislava. Kolem pramene prochází červeně značená Jiráskova cesta. U hlavní cesty se nachází pouze upravený výtok, skutečný pramen resp. dvojice pramenů je několik desítek metrů nad ní přístupný po pěšině.

## Vegetace
Vysoký kámen je porostlý téměř výhradně smrčinami. Jediný významnější odlesněný prostor se nachází v podvrcholové partii na severním svahu hory. Odlesnění zde bylo provedeno v důsledku větrného polomu.

## Turistika
V těsné blízkosti vrcholu prochází červená turistická značka Mladkov – Suchý vrch, která je součástí Jiráskovy cesty. Přímo na vrchol vede krátká značená odbočka. Souběžně s červenou značkou vede kolem vrcholu i naučná stezka Betonová hranice věnující se československému opevnění stavěnému před druhou světovou válkou proti Německu. Výchozí bod naučné stezky je v Mladkově a její trasa vede po úbočích Vysokého kamene a přilehlé Boudy. V nevelké vzdálenosti od vrcholu prochází též zeleně značená běžkařská trať z Čenkovic do Lichkova a Mladkova, úbočím a sedlem mezi Vysokým Kamenem a Hejnovem pak červeně značená cyklistická trasa Suchý vrch – Mladkov.

## Přírodní útvary a umělé stavby
Přímo na vrcholu hory se nachází nízké rulové skalisko, podle kterého hora získala svůj název a lehký objekt vz. 37 předválečného československého opevnění. Jeho linie o velkém množství objektů sestávající z jednoho sledu těžkého opevnění a dvou sledů lehkého opevnění vede přes vrcholové partie Vysokého kamene od sousední Boudy, v nitru které se nachází stejnojmenná dělostřelecká tvrz, směrem do údolí Tiché Orlice u Mladkova. V okolí sedla mezi Vysokým Kamenem a Boudou se nachází Muzeum Vysoký kámen. Hlavním objektem muzea je pěchotní srub K-S 25 Na Sedle, dalším pak jediný lehký objekt vz. 37 na území Česka vybavený diamantovým příkopem.